# Mike Puru
Mike Puru (nacido el 20 de agosto de 1975) es una personalidad de la televisión, locutor de radio y presentador del tiempo neozelandés.
Puru trabajó en la emisora de radio neozelandesa The Edge desde 1995 hasta 2015 y presentó las dos primeras temporadas de The Bachelor New Zealand en TV3.Fue copresentador del programa matinal de televisión The Cafe junto a Mel Homer desde 2016 hasta 2020.
Anteriormente, Mike presentó el programa de desayunos Flava junto a Stacey Morrison, Azura Lane y, antes, Anika Moa.Antes de esto, Puru, junto con Morrison y Moa, presentaba el programa de la tarde en la emisora de radio The Hits.
Desde 2024, Puru presenta el programa matinal de la cadena de radio neozelandesa The Breeze.

## Primeros años

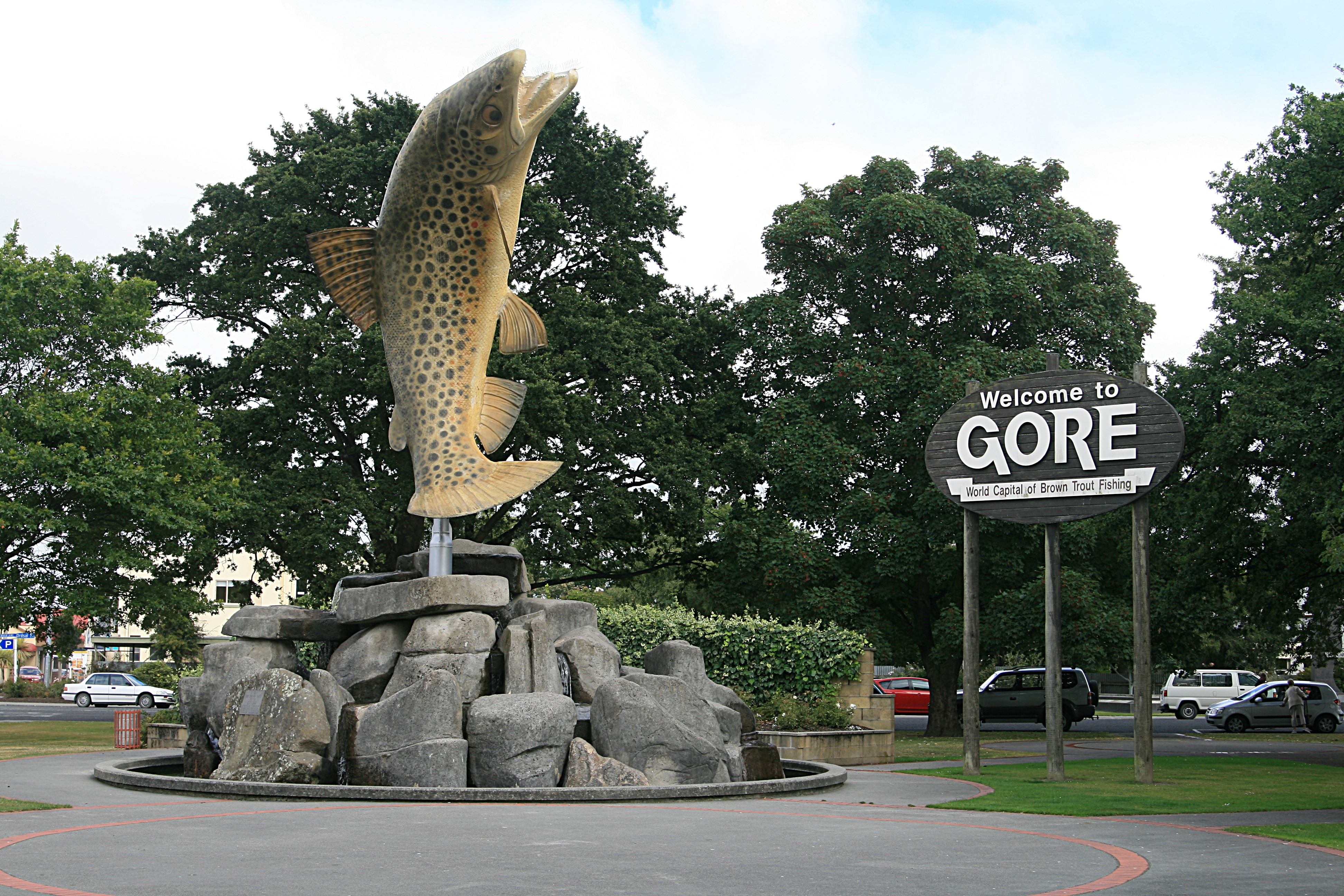
Gore, Nueva Zelanda, donde nació Puru

Michael Puru nació el 20 de agosto de 1975 en Gore, ciudad y distrito de la región de Southland, en la Isla Sur de Nueva Zelanda. Puru es hijo de Wayne y Diana. Su padre, Wayne, creció en Ōpōtiki y es descendiente de Te Whānau-ā-Apanui y Ngāpuhi.Puru es el segundo de tres hermanos: tiene una hermana mayor, Gloria, y una hermana menor, Kelli. Su familia vivió en la pequeña localidad de Waikoikoi (Nueva Zelanda) hasta que él cumplió nueve años. Puru asistió al St Peter's College de Gore de 1987 a 1993. Cuando Puru era un niño, era repartidor de periódicos local en Gore.

## Primeros años de carrera y formación
Puru empezó a trabajar en radio y televisión cuando terminó el bachillerato, en 1993. Puru creó un programa de radio de una hora para el St Peter's College con el fin de presentar eventos semanales desde Invercargill.
Mike también participó en la Gore Operatic Society, que ahora se conoce como Gore Musical Theatre.
Durante su último año en el St Peter's College, Puru llegó a ser director de estudios, y luego se marchó para seguir su carrera en radio y televisión asistiendo a la NZ Broadcasting School. Más tarde se trasladó a Hamilton durante siete años y luego a Auckland.

## Carrera

### 1995-2002: carrera radiofónica temprana
En 1995, Puru comenzó su carrera radiofónica como pinchadiscos en la emisora neozelandesa The Edge. La primera canción que Puru presentó en la emisora en 1995 fue «Back for Good», del grupo pop inglés Take That.Trabajó junto a Dom Harvey y Jay-Jay Feeney en el programa matinal de The Edge.Puru se trasladó a Auckland para trabajar en la emisora de radio.

### 2002-2004:otra cara
En 2002, mientras seguía siendo DJ de radio para The Edge, Puru empezó a copresentar el programa de actualidad orientado a los jóvenes Flipside, también conocido como Flipside Live, que se emitía en TVNZ2, conocida entonces como TV2.Puru copresentó el programa junto a Evie Ashton, otra presentadora de televisión. La presentadora de televisión neozelandesa Sonya Gray también apareció en el programa como reportera. Flipside se emitió en «dos pantallas», dirigido al público juvenil.
Mientras el programa se emitía por televisión, las noticias también se compartían a través de su propia página dedicada en el desaparecido sitio web de noticias neozelandés «nzoom.com». Más tarde, «nzoom.com» se convirtió en el sitio web 1News de TVNZ.

### 2004-2012:Sing Like a Superstary pausa televisiva
Tras la finalización de Flipside en 2004, Puru siguió trabajando como DJ de radio para The Edge. Apareció como uno de los cantantes en el programa de televisión Sing Like a Superstar, que se emitió en 2005 en Three, conocida entonces como TV3.Puru dice que en esa época los espectadores que le veían en Flipside le escribían cartas sobre sus dientes. Puru se arregló los dientes más tarde, pero no estaba seguro de si su aparición en Sing Like a Superstar o el hecho de no arreglarse los dientes en aquel momento fue la razón por la que no pudo conseguir más trabajo en televisión en este periodo de su carrera.

### 2012-2016:Sí tienda
En octubre de 2012, se convirtió en uno de los presentadores de televisión inaugurales del primer, pero efímero , canal de compras desde el hogar Yesshop de Nueva Zelanda. Un momento destacado de su carrera incluyó la entrevista a Eva Longoria en vivo durante la breve primera visita de la estrella de Hollywood a Nueva Zelanda como invitada del canal de compras.  

### 2015: Dejando el borde
El 7 de diciembre de 2015, Puru anunció que dejaría The Edge y lo hizo oficialmente el 11 de diciembre. Fue reemplazado por Clinton Randell y el programa de desayuno de la estación pasó a llamarse The Jay-Jay, Dom & Randell Show.

### 2016-2023: programa matutinoThe Bachelor&The Cafe

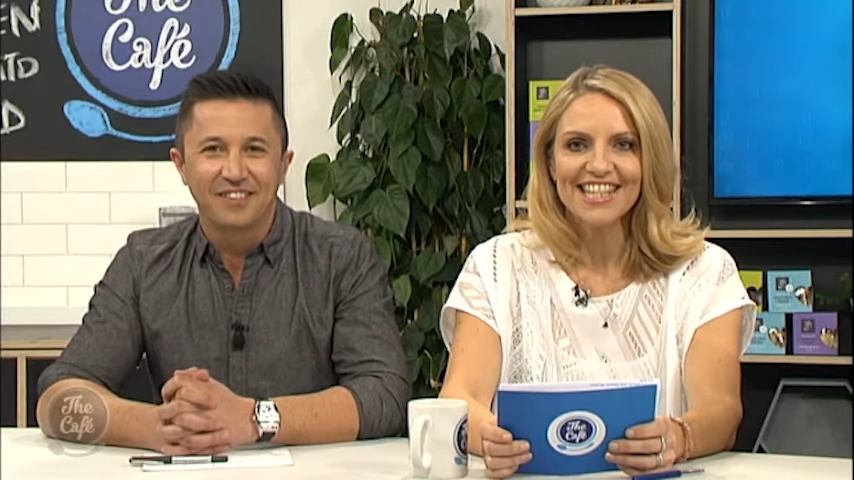
Puru coanfitrión con Mel Homer de The Cafe en 2016

En 2016 Puru continuó como presentador de la segunda temporada de The Bachelor, pero no fue seleccionado para presentar su tercera temporada. Fue copresentador del programa matutino de Three , The Cafe, con Mel Homer desde 2016 hasta mayo de 2020.
Puru se convirtió en presentador del tiempo a tiempo parcial para Newshub . Continuó en este cargo hasta su cierre en julio de 2024.
Puru se convirtió en presentadora de The Hits junto con Stacey Morrison en 2019. Anika Moa se unió al programa más tarde en 2019, pero se fue a fines de 2022. En 2022, todos se trasladaron al programa de desayuno Flava con Azura Lane, quien reemplazó a Anika Moa. Puru dejó el programa en diciembre de 2022.

### 2024 - presente: La Brisa
Puru continuó trabajando como presentador del tiempo a tiempo parcial para Newshub hasta el cierre en julio de 2024. A principios de 2024, Puru comenzó a presentar el programa de radio matutino de lunes a viernes en The Breeze.

## Vida personal

### Relaciones
Puru salió al aire como gay en 2010, y poco después anunció su compromiso con su pareja de ocho años, Regan Wallis. Sin embargo, en mayo de 2012 confirmó que la relación había terminado. Puru ha mantenido una relación a largo plazo con Anton Chartier desde 2014. Ambos residen en Arch Hill, Auckland junto con su perro Rufus.

### Hospitalización
En 2019, Puru sufrió una fractura de costilla y una conmoción cerebral tras chocar su bicicleta. Fue hospitalizado en el Hospital de Auckland tras ser encontrado inconsciente. El casco de Puru resultó dañado en el accidente, lo que cree que le salvó de una lesión más grave.

### Bed and Breakfast propuesto en Francia
En agosto de 2023, Puru anunció que se mudaría con su socio Anton a Francia en 2024, donde ambos planean administrar un Bed and Breakfast y lanzar una estación de radio de música country. Sin embargo, más tarde canceló sus planes de mudarse.

### Diagnóstico de cáncer del padre
Puru compartió que a su padre Wayne le diagnosticaron cáncer de hígado e intestino. Dijo que el diagnóstico surgió “de la nada”. El padre Wayne de Puru comenzó a sentirse mal a finales de 2023.